# Doły (Bogusławice)
Doły – przysiółek wsi Bogusławice w Polsce, położony w województwie śląskim, w powiecie częstochowskim, w gminie Kruszyna.
W latach 1975–1998 przysiółek administracyjnie należał do województwa częstochowskiego.